# Ciclina T2
La ciclina T2 (CCNT2) es una proteína codificada en humanos por el gen CCNT2.
La ciclina T2 pertenece a la familia de las ciclinas, cuyos miembros se caracterizan por variar drásticamente sus concentraciones a medida que progresa el ciclo celular. Las ciclinas funcionan como reguladores de las quinasas dependientes de ciclinas (Cdks). Las diferentes ciclinas presentan diversos patrones de expresión y degradación que contribuyen a una coordinación temporal de cada fase del ciclo celular. La ciclina T2 y su quinasa correspondiente, Cdk9, son subunidades del factor transcripcional de elongación p-TEFb. El complejo p-TEFb que contiene esta ciclina interacciona y actúa como regulador negativo de la proteína Tat del virus de inmunodeficiencia humana tipo 1 (VIH-1). Se han descrito dos variantes transcripcionales de este gen, que codifican diferentes isoformas de la proteína.

## Interacciones
La ciclina T2 ha demostrado ser capaz de interaccionar con:
- Cdk9[1]
- Proteína del retinoblastoma[4]